# Mesquita Ibrahim-al-Ibrahim
A Mesquita Ibrahim-al-Ibrahim, também conhecida como Mesquita do Rei Fahd bin Abdulaziz al-Saud ou Mesquita do Guardião das Duas Mesquitas Sagradas, é uma mesquita situada na Ponta da Europa, no extremo meridional de Gibraltar.
O edifício foi uma oferta do rei Fahd da Arábia Saudita e a sua construção durou cerca de dois anos, com um custo total de aproximadamente cinco milhões de libras de Gibraltar, tendo sido inaugurada oficialmente em 8 de agosto de 1997.
Cerca de 7% dos habitantes de Gibraltar são muçulmanos, ou seja, perto de 2 000 pessoas. O complexo da mesquita também dispõe de uma escola, uma biblioteca, e uma sala de conferências.